# Myersville
Myersville – miasto w Stanach Zjednoczonych, w stanie Maryland, w hrabstwie Frederick.